# Grzegorz Lewicki
Grzegorz Lewicki, ukr. Григорій Левицький / Hryhorij Łewyćkyj (ur. 1800, zm. 23 września 1873) – duchowny greckokatolicki, dziekan złoczowski, poseł Głównej Rady Ruskiej do Sejmu Ustawodawczego w 1848 roku.

## Życiorys
Syn Grzegorza (1771-1824), proboszcza w Prysowcach koło Zborowa, i Domicelli Brodowicz (zm. 1837). Grzegorz Lewicki ojciec pochodził z rodu Lewickich z Lewiczyna herbu Rogala); był bliskim krewnym (prawdopodobnie bratem) kardynała Michała Lewickiego. Po śmierci ojca Grzegorz Lewicki został początkowo administratorem, potem proboszczem w rodzinnych Prysowcach, w 1840 otrzymał dziekanię w Pomorzanach, a w roku 1843 został przeniesiony na probostwo i dziekanię w Złoczowie. Zaangażowany w tworzenie Głównej Rady Ruskiej, został wybrany w 1848 do Sejmu Ustawodawczego. W Złoczowie brał udział w powstaniu nowej cerkwi i działaniach przy tworzeniu gimnazjum z fundacji Łucji Komarnickiej. Po śmierci kardynała Michała Lewickiego w 1858 r. stracił funkcję dziekana złoczowskiego, ale pozostał tam proboszczem.

## Rodzina
Żonaty z Praxedą Dawidowicz, córką Simeona, plebana w Winnikach. Grzegorz i Praxeda Lewiccy mieli siedmioro dzieci, w tym urodzonego w 1841 w Prysowcach Anatola, późniejszego historyka.